# 台地黄属
台地黄属（学名：Titanotrichum）或稱台闽苣苔属，是苦苣苔科下的一个属。该属仅有台地黄（Titanotrichum oldhami）一种，分布于台湾。